# Jason Queally
Jason Paul Queally (nascido em 11 de maio de 1970) é um ex-ciclista britânico. Vencedor de duas medalhas nas Olimpíadas de Sydney, também ganhou várias medalhas nos Campeonatos mundiais em pista.